# Fossette ptérygoïdienne
Ne doit pas être confondu avec Fosse ptérygoïde.
La fossette ptérygoïdienne est une dépression osseuse située sur la face médiale du col de la mandibule en arrière de l'incisure mandibulaire et en dessous du condyle de la mandibule.
C'est le site d'insertion de la tête inférieure du muscle ptérygoïdien latéral,.